# فوقس رأس الرجاء
فوقس رأس الرجاء (الاسم العلمي:Fucus capensis) هي نوع من الطلائعيات يتبع جنس الفوقس من الفصيلة الفوقسية.